# Mustapha Ouchrif
 (février 2024).
Si vous disposez d'ouvrages ou d'articles de référence ou si vous connaissez des sites web de qualité traitant du thème abordé ici, merci de compléter l'article en donnant les références utiles à sa vérifiabilité et en les liant à la section « Notes et références ».
Mustapha Ouchrif (tachelhit : ⵎⵓⵚⵟⴰⴼⴰ ⵓ ⵛⵛⵔⵉⴼ arabe : مصطفى أوشريف), né le 1er janvier 1974 à Ilmaten au Maroc, est un joueur de football  international marocain qui évoluait au poste de libéro et l'arrière droit aussi milieu de terrain, avant de devenir ensuite entraîneur.
Considéré comme l'un des meilleurs défenseurs du championnat marocain de sa génération et capitaine de la génération dorée de l'équipe du Hassania Agadir, il est le frère aîné de l'ancien milieu de terrain Hassan Ouchrif.

## Biographie

### Carrière de joueur
Mustapha Ouchrif évolue pendant 15 saisons en faveur du Hassania Agadir.
Il remporte le championnat du Maroc lors des saisons 2001-2002 et 2002-2003 avec cette équipe.
Ouchrif est le joueur le plus capé de l'équipe du Hassania avec 385 matchs disputés sous les couleurs du club.
Il reçoit une sélection en équipe du Maroc, le 14 novembre 2001, en amical contre la Zambie (victoire 1-0).

### Carrière d'entraîneur
Alors entraîneur adjoint, Mustapha Ouchrif est promu entraîneur principal du Hassania d'Agadir en janvier 2020, à la suite du limogeage de M'hamed Fakhir.

## Palmarès
Hassania Agadir
- Championnat du Maroc (2) :
  - Champion : 2001-02 et 2002-03.

- Coupe du Trône :
  - Finaliste : 2005-06.